# Acacia whitei
Acacia whitei är en ärtväxtart som beskrevs av Joseph Henry Maiden. Acacia whitei ingår i släktet akacior, och familjen ärtväxter. Inga underarter finns listade i Catalogue of Life.